# Route nationale 80
Die Route nationale 80, kurz N 80 oder RN 80, ist eine französische Nationalstraße, die 1824 zwischen Châtillon-sur-Seine und der N79 südlich von Cluny festgelegt wurde. Sie geht auf die Route impériale 98 zurück. Ihre Länge betrug 206 Kilometer. 1973 wurde sie bis auf den Abschnitt zwischen Autun und Montcenis abgestuft und 1978 über eine Schnellstraße, die zwischen Montchanin und Chalon parallel nördlich der N477 gebaut wurde, nach Chalon-sur-Saône geführt. Ende 1970er/Anfang 1980er Jahre wurde die alte Trasse kurz vor der Einmündung in die N79 durch den Bau der LGV Sud-Est unterbrochen. Der Straßenrest dient heute als Zugang für Notfälle an die Schnellfahrstrecke. 2006 wurde sie zwischen Autun und der Kreuzung mit der N70 bei Montchanin abgestuft. Das Reststück zwischen Montchanin und Chalon ist Teil des Nordostastes der Route Centre-Europe-Atlantique.